# Franz von Soxhlet
Franz von Soxhlet (né le 13 janvier 1848 à Brünn, mort le 5 mai 1926 à Munich) est un agrochimiste allemand.

## Biographie
Fils d'un filateur, il étudia la chimie agricole à l'Université de Leipzig et obtint son doctorat en 1872 avec une thèse sur la chimie du lait. Par la suite (1873), il travailla comme assistant scientifique au centre de recherche agrochimique de Vienne. En 1879 il devint professeur à la Haute École technique de Munich et également (jusqu'en 1913), directeur de la Landwirtschaftlichen Central–Versuchsstation für Bayern. " À l'Université de Halle en 1894 il obtint son doctorat en médecine. Il attacha principalement ses recherches à la stérilisation du lait et, en 1886, il construisit un appareil pour la stérilisation du lait destiné aux nourrissons. Comme autres résultats de ses travaux on peut citer l'extracteur de Soxhlet et la valeur SH qui mesure le degré d'acidité.

## Œuvre
Soxhlet publia  d'abord des études sur la biochimie du lait (1873) puis sur la formation du beurre (1876). En 1879 un travail important traitait des lipides. Ce sont ces recherches qui sont à l'origine de l'extracteur de Soxhlet grâce auquel il est possible de déterminer la teneur en matière grasse d'aliments séchés.  En 1881, il mit au point un appareil qui permettait de déterminer directement la teneur en matière grasse du lait. La composition chimique de la margarine entra en 1887 dans son champ de recherche.  Il se préoccupait surtout du lait et pour cette raison étudia le lactose (1880, 1892) et la teneur en acide (1897).  Au début des années 1890 Soxhlet pensait que son stérilisateur était capable rendre le lait complètement exempt de germes, ce qui fit sensation parmi les médecins et les parents. Peu de temps après, cependant, Carl Flügge prouva que, même avec la méthode Soxhlet, il restait dans le lait des organismes, capables de se multiplier en peu de temps et de nuire au nourrisson.  Cet échec n'empêche pas Franz von Soxhlet d'avoir été un pionnier dans la pasteurisation du lait. Il est le premier savant qui a établi l'existence des protéines du lait : caséine, albumine et globuline ainsi que du lactose. En 1893 il examina les différences entre le lait de vache et le lait de femme. À partir de 1900 il étudia l'influence des sels de calcium sur l'apparition du rachitisme qui est un trouble métabolique. Dans un de ses derniers travaux, en 1912, il s'occupa de la relation entre la teneur en fer dans le lait de femme et le lait de vache et l'apparition de l'anémie chez les enfants. - Il était docteur honoris causa de la Faculté de médecine de l'Université de Halle. Soxhlet a toujours essayé avec franchise et énergie de préserver son indépendance financière par rapport aux organismes de recherche agricole. Il était bien connu dans le milieu de l'agriculture pour son opposition à la conduite de l'agrochimiste Paul Wagner, le chef du centre agricole expérimental de Darmstadt. Il accusait ce dernier d'avoir falsifié des résultats de tests au profit des fabricants d'engrais phosphatés.

## Quelques-unes de ses œuvres
- Die chemischen Unterschiede zwischen Kuh- und Frauenmilch und die Mittel zu ihrer Ausgleichung. Munich et Zürich 1883.
- Ueber Kindermilch und Säuglings-Ernährung. Munich 1886.
- Ueber Margarine: Bericht an das General-Comité des landwirthschaftlichen Vereins in Bayern. Munich 1895.
- Aufklärung über die "Propaganda"-Gelder des Kalisyndikats und mein Ausschluss aus dem Düngerausschusse der Deutschen Landwirtschafts-Gesellschaft. Munich 1910.